# Associazione Polisportiva Savoia 1969-1970
Questa voce raccoglie le informazioni riguardanti il Savoia nelle competizioni ufficiali della stagione 1969-1970.

## Stagione
La stagione 1969-1970 fu la 48ª stagione sportiva del Savoia.
Serie D 1969-1970: 1º posto

## Divise
| Manica sinistra · Maglietta · Manica destra · Pantaloncini · Calzettoni |

## Organigramma societario
Area direttiva
- Presidente:  Giuseppe Russo e  Gianni Russo
- Dirigenti: Farinelli, Gogna, Langella, Lombardi, Pignataro

Area organizzativa
- Segretario generale: Aniello Giordano

Area tecnica
- Direttore Tecnico: Giacomo Blason, dal 9 aprile 1970 Mario Biason
- Allenatore:  Emilio Zanotti

Area sanitaria
- Medico sociale: Antonio Ciniglio
- Massaggiatori: Mastromarino, Vecchione

## Rosa
| N. |                   | Ruolo | Calciatore                   |
| -- | ----------------- | ----- | ---------------------------- |
|    | Italia (bandiera) | P     | Gaspare Boesso               |
|    | Italia (bandiera) | P     | Giancarlo Nodari             |
|    | Italia (bandiera) | D     | Giampaolo Bagagli            |
|    | Italia (bandiera) | D     | Giuseppe Pappalettera        |
|    | Italia (bandiera) | C     | Domenico Busiello (Capitano) |
|    | Italia (bandiera) | A     | Luciano Eco                  |
|    | Italia (bandiera) | A     | Roberto Vanni Peressin       |
|    | Italia (bandiera) | A     | Lino Villa                   |
|    | Italia (bandiera) |       | Giulio Bechelli              |

| N. |                   | Ruolo | Calciatore            |
| -- | ----------------- | ----- | --------------------- |
|    | Italia (bandiera) |       | Roberto Borsetto      |
|    | Italia (bandiera) |       | Doriano Crocco        |
|    | Italia (bandiera) |       | Agostino Flaborea     |
|    | Italia (bandiera) |       | Giuliano Griffi       |
|    | Italia (bandiera) |       | Franz Malvestiti      |
|    | Italia (bandiera) |       | Angelo Pennone        |
|    | Italia (bandiera) |       | Mariano Rogati        |
|    | Italia (bandiera) |       | Roberto Scaggiante    |
|    | Italia (bandiera) |       | Crescenzo Scamardella |

## Calciomercato
| Acquisti | Acquisti | Acquisti | Acquisti   |
| R.       | Nome     | da       | Modalità   |
| -------- | -------- | -------- | ---------- |
|          |          |          | definitivo |

| Cessioni | Cessioni | Cessioni | Cessioni   |
| R.       | Nome     | a        | Modalità   |
| -------- | -------- | -------- | ---------- |
|          |          |          | definitivo |